# أرتيوم ميخييف
أرتيوم ميخييف (بالروسية: Михеев, Артём Олегович)‏ هو لاعب كرة قدم روسي في مركز الدفاع، ولد في 28 أكتوبر 1987 في فلاديفوستوك في روسيا. لعب مع لوخ إينيرجيا فلاديفوستوك.